# Yasuo Hamanaka
Yasuo Hamanaka (浜中 泰男 Hamanaka Yasuo) (sinh năm 1950) là cựu trưởng ban kinh doanh đồng của Tập đoàn Sumitomo, một trong số các công ty thương mại lớn nhất Nhật Bản, còn được biết đến như là "Mr. Copper" (ông Đồng) do kiểu giao dịch kinh doanh táo bạo của ông, hay "Mr. Five Percent" (ông Năm phần trăm) do đó là lượng cung đồng hàng năm của toàn thế giới mà người ta cho rằng nằm dưới sự kiểm soát của ông.
Kiểu kinh doanh của Hamanaka khi đó tại Sàn giao dịch Kim loại Luân Đôn (LME) là nắm trường vị (long position) cả đồng vật chất lẫn đồng giao dịch trong các hợp đồng tương lai, nhờ tiềm lực tài chính hùng hậu cũng như do khi đó LME không có báo cáo vị thế bắt buộc và không có thống kê chỉ ra số lượng các hợp đồng ở trạng thái mở (open interests), buộc những thương nhân nào nắm đoản vị (short position) phải đóng trạng thái các hợp đồng tương lai của mình còn ở trạng thái mở khi đáo hạn ở mức giá cao hơn so với khi họ bán khống trước đó.
Thành công nhờ thao túng thị trường đồng bằng mua vét của Hamanaka kéo dài tới năm 1995. Điều kiện thị trường đã thay đổi kể từ năm này, một phần lớn là do sự hồi sinh của ngành khai mỏ và luyện kim tại Trung Quốc. Sự gia tăng nguồn cung đã gây áp lực rất mạnh lên thị trường và buộc nó phải diều chỉnh và giảm giá mạnh. Kết quả là những người nắm trường vị bị thua lỗ lớn và điều này không loại trừ một ai, kể cả vua đồng.
Ngày 13 tháng 6 năm 1996, Tập đoàn Sumitomo thông báo khoản thua lỗ trị giá 1,8 tỷ USD do các giao dịch mua bán đồng không được phép của Hamanaka trên Sàn giao dịch Kim loại Luân Đôn.
Tháng 9 năm 1996, Sumitomo tiết lộ thông tin rằng thua lỗ tài chính của công ty là cao hơn, ở mức 2,6 tỷ USD (285 tỷ yên Nhật).
Xét về quy mô của khoản thua lỗ và một thực tế rằng khoản thua lỗ này đã tích lũy  trong trên 10 năm, nhiều người cho rằng Hamanaka không thể nào mua vét thị trường đồng mà không có sự cho phép hay không biết tới của cấp trên của ông ta.
Hamanaka bị xử 8 năm tù giam vào năm 1998 và được trả tự do tháng 7 năm 2005.